# العلاقات الكينية اللاوسية
العلاقات الكينية اللاوسية هي العلاقات الثنائية التي تجمع بين كينيا ولاوس.

## مقارنة بين البلدين
هذه مقارنة عامة ومرجعية للدولتين:
| وجه المقارنة                                              | كينيا                         | لاوس        |
| --------------------------------------------------------- | ----------------------------- | ----------- |
| المساحة (كم2)                                             | 581.31 ألف                    | 236.80 ألف  |
| عدد السكان (نسمة)                                         | 48.47 مليون                   | 6.86 مليون  |
| الكثافة السكانية (ن./كم²)                                 | 83.38                         | 28.97       |
| العاصمة                                                   | نيروبي                        | فيينتيان    |
| اللغة الرسمية                                             | اللغة السواحلية، لغة إنجليزية | اللغة اللاو |
| العملة                                                    | شيلينغ كيني                   | كيب لاوي    |
| الناتج المحلي الإجمالي (بليون دولار)                      | 74.94 مليار                   | 16.85 مليار |
| الناتج المحلي الإجمالي (تعادل القوة الشرائية) بليون دولار | 142.24 مليار                  | 38.71 مليار |
| الناتج المحلي الإجمالي الاسمي للفرد دولار أمريكي          | 1.38 ألف                      | 1.82 ألف    |
| الناتج المحلي الإجمالي للفرد دولار أمريكي                 | 2.95 ألف                      |             |
| مؤشر التنمية البشرية                                      | 0.548                         | 0.575       |
| رمز المكالمات الدولي                                      | +254                          | +856        |
| رمز الإنترنت                                              | .ke                           | .la         |
| المنطقة الزمنية                                           | ت ع م+03:00                   | ت ع م+07:00 |

## منظمات دولية مشتركة
يشترك البلدان في عضوية مجموعة من المنظمات الدولية، منها:
| علم المنظمة | اسم المنظمة                        | تاريخ انضمام كينيا | تاريخ انضمام لاوس |
| ----------- | ---------------------------------- | ------------------ | ----------------- |
|             | منظمة حظر الأسلحة الكيميائية       | ?                  | ?                 |
|             | البنك الدولي للإنشاء والتعمير      | 3 فبراير 1964      | 5 يوليو 1961      |
|             | الأمم المتحدة                      | 16 ديسمبر 1963     | 14 ديسمبر 1955    |
|             | منظمة الشرطة الجنائية الدولية      | ?                  | ?                 |
|             | وكالة ضمان الاستثمار متعدد الأطراف | 28 نوفمبر 1988     | 5 أبريل 2000      |
|             | يونسكو                             | 7 أبريل 1964       | 9 يوليو 1951      |
|             | مؤسسة التنمية الدولية              | 3 فبراير 1964      | 28 أكتوبر 1963    |
|             | مؤسسة التمويل الدولية              | 3 فبراير 1964      | 29 يناير 1992     |

## وصلات خارجية
- موقع وزارة الخارجية الكينية